# Sami Hyypiä
Sami Tuomas Hyypiä (Porvoo, 7 oktober 1973) is een Fins voetbaltrainer en voormalig voetballer die bij voorkeur centraal in de verdediging speelde. Hij is in 2011 gestopt als speler.

## Clubcarrière
Hyypiä begon met betaald voetbal bij het Finse MyPa 47, waarvoor hij van 1993 tot en met 1995 in de Veikkausliiga 63 competitiewedstrijden speelde. Vervolgens werd hij door Willem II naar Nederland gehaald. Hyypiä bleef vier seizoenen en speelde daarin 99 wedstrijden in de Eredivisie. Hij maakte hierin indruk op Liverpool FC, dat hem in 1999 naar de Premier League haalde, waarin hij in zijn eerste seizoenen basisspeler werd. In 2002 werd hij benoemd tot aanvoerder.
Hyypiä won met Liverpool de UEFA Champions League 2004/05 na strafschoppen in de finale tegen AC Milan. Later droeg hij op aandringen van coach Rafael Benitez zijn aanvoerdersband over aan Steven Gerrard. Op maandag 4 mei 2009 werd bekend dat Hyypiä een tweejarig contract had getekend bij Bayer 04 Leverkusen, waarmee hij na tien seizoenen bij Liverpool transfervrij overstapte naar de Bundesliga.

## Cluboverzicht
| Seizoen | Club                | Competitie     | Duels | Goals |
| ------- | ------------------- | -------------- | ----- | ----- |
| 1993    | MyPa 47             | Veikkausliiga  | 12    | 0     |
| 1994    | MyPa 47             | Veikkausliiga  | 25    | 0     |
| 1995    | MyPa 47             | Veikkausliiga  | 26    | 3     |
| 1995/96 | Willem II           | Eredivisie     | 14    | 0     |
| 1996/97 | Willem II           | Eredivisie     | 30    | 1     |
| 1997/98 | Willem II           | Eredivisie     | 30    | 0     |
| 1998/99 | Willem II           | Eredivisie     | 25    | 2     |
| 1999/00 | Liverpool           | Premier League | 38    | 2     |
| 2000/01 | Liverpool           | Premier League | 35    | 3     |
| 2001/02 | Liverpool           | Premier League | 37    | 3     |
| 2002/03 | Liverpool           | Premier League | 36    | 3     |
| 2003/04 | Liverpool           | Premier League | 38    | 4     |
| 2004/05 | Liverpool           | Premier League | 32    | 2     |
| 2005/06 | Liverpool           | Premier League | 36    | 1     |
| 2006/07 | Liverpool           | Premier League | 24    | 2     |
| 2007/08 | Liverpool           | Premier League | 27    | 1     |
| 2008/09 | Liverpool           | Premier League | 16    | 1     |
| 2009/10 | Bayer 04 Leverkusen | Bundesliga     | 32    | 2     |
| 2010/11 | Bayer 04 Leverkusen | Bundesliga     | 21    | 1     |
| Totaal  | Totaal              | Totaal         | 534   | 31    |

## Interlandcarrière

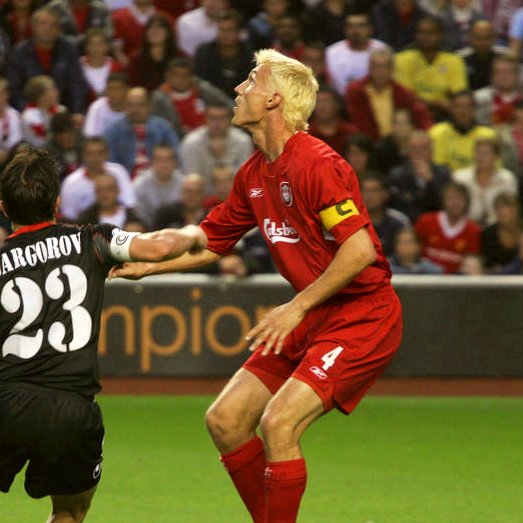
Hyypiä als speler van Liverpool

Hyypiä debuteerde op 7 november 1992 tegen Tunesië in de Finse nationale ploeg, net als Aki Hyryläinen, doelman Antti Niemi (beiden HJK Helsinki) en Mika Nurmela (FC Haka). Hij viel in dat duel na 82 minuten in voor Pasi Tauriainen (HJK Helsinki). Hij speelde in totaal 106 interlands en scoorde vijf keer voor zijn vaderland.
| Interlanddoelpunten | Interlanddoelpunten | Interlanddoelpunten | Interlanddoelpunten            | Interlanddoelpunten | Interlanddoelpunten | Interlanddoelpunten | Interlanddoelpunten |
| #                   | Datum               | Locatie             | Wedstrijd                      | Goal(s)             | Score               | Uitslag             | Wedstrijd           |
| ------------------- | ------------------- | ------------------- | ------------------------------ | ------------------- | ------------------- | ------------------- | ------------------- |
| 1                   | 9 oktober 1999      | Helsinki            | Finland – Noord-Ierland        | 63'                 | 2 – 1               | 4 – 1               | EK-kwalificatie     |
| 2                   | 12 oktober 2002     | Helsinki            | Finland – Azerbeidzjan         | 71'                 | 3 – 0               | 3 – 0               | EK-kwalificatie     |
| 3                   | 12 februari 2003    | Belfast             | Noord-Ierland – Finland        | 49'                 | 0 – 1               | 0 – 1               | EK-kwalificatie     |
| 4                   | 7 juni 2003         | Helsinki            | Finland – Servië en Montenegro | 19'                 | 1 – 0               | 3 – 0               | EK-kwalificatie     |
| 5                   | 11 oktober 2006     | Almaty              | Kazachstan – Finland           | 65'                 | 0 – 2               | 0 – 2               | EK-kwalificatie     |

## Erelijst
| Competitie            |        |                  |      |      |
| Competitie            | Aantal | Jaren            |      |      |
| MyPa                  | MyPa   | MyPa             | MyPa | MyPa |
| --------------------- | ------ | ---------------- | ---- | ---- |
| Suomen Cup            | 1×     | 1992, 1995       |      |      |
| Liverpool             |        |                  |      |      |
| Internationaal        |        |                  |      |      |
| UEFA Champions League | 1×     | 2004/05          |      |      |
| UEFA Cup              | 1×     | 2000/01          |      |      |
| UEFA Super Cup        | 2×     | 2001, 2005       |      |      |
| Nationaal             |        |                  |      |      |
| FA Cup                | 2×     | 2000/01, 2005/06 |      |      |
| FA Community Shield   | 2×     | 2001, 2006       |      |      |
| Football League Cup   | 3×     | 2000/01, 2002/03 |      |      |

Individueel

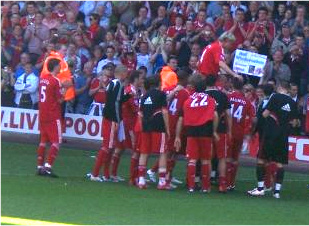
Hyypiä wordt gehuldigd bij het einde van zijn periode bij Liverpool in 2009

- Fins voetballer van het jaar: 1999, 2001, 2002, 2003, 2005, 2006, 2008